# Oscar Dorley
Oscar Murphy Dorley (ur. 19 lipca 1998 w Monrovii) – liberyjski piłkarz grający na pozycji lewego obrońcy. Od 2020 jest zawodnikiem klubu Slavia Praga.

## Kariera klubowa
Swoją karierę piłkarską Dorley rozpoczął w klubie Monrovia Club Breweries. W sezonie 2013/2014 zadebiutował w jego barwach w pierwszej lidze liberyjskiej. W sezonie 2015 spadł z nim do drugiej ligi, a w sezonie 2016 zdobył z nim Puchar Liberii.
W połowie 2016 roku Dorley przeszedł do litewskiego FK Trakai. Swój debiut w nim zaliczył 3 sierpnia 2016 w zremisowanym 1:1 wyjazdowym meczu z FK Jonava. W sezonie 2016 wywalczył z nim wicemistrzostwo Litwy.
W lutym 2019 Dorley został zawodnikiem Slovana Liberec. Swój debiut w nim zanotował 18 lutego 2018 w przegranym 0:2 wyjazdowym spotkaniu ze Spartą Praga. Zawodnikiem Slovana był do końca 2019 roku.
Na początku 2020 roku Dorley przeszedł do Slavii Praga. Zadebiutował w niej 1 marca 2020 w przegranym 0:2 wyjazdowym meczu z 1. FC Slovácko. W sezonie 2019/2020 zstał mistrzem Czech, a w sezonie 2020/2021 sięgnął ze Slavią po dublet - mistrzostwo i Puchar Czech. W sezonie 2021/2022 został wicemistrzem kraju, a w sezonie 2022/2023 do wicemistrzostwa dołożył kolejny zdobyty krajowy puchar.
| Sezon   | Klub                    | Kraj    | Rozgrywki               | Mecze | Bramki |
| ------- | ----------------------- | ------- | ----------------------- | ----- | ------ |
| 2013/14 | Monrovia Club Breweries | Liberia | Premier League          | ?     | ?      |
| 2015    | Monrovia Club Breweries | Liberia | Premier League          | ?     | ?      |
| 2016    | Monrovia Club Breweries | Liberia | Premier League          | ?     | ?      |
| 2016    | FK Trakai               | Litwa   | A lyga                  | 13    | 3      |
| 2017    | FK Trakai               | Litwa   | A lyga                  | 30    | 8      |
| 2017/18 | Slovan Liberec          | Czechy  | 1. česká fotbalová liga | 12    | 1      |
| 2018/19 | Slovan Liberec          | Czechy  | 1. česká fotbalová liga | 25    | 1      |
| 2019/20 | Slovan Liberec          | Czechy  | 1. česká fotbalová liga | 15    | 1      |
| 2019/20 | Slavia Praga            | Czechy  | 1. česká fotbalová liga | 6     | 0      |
| 2020/21 | Slavia Praga            | Czechy  | 1. česká fotbalová liga | 26    | 2      |
| 2021/22 | Slavia Praga            | Czechy  | 1. česká fotbalová liga | 23    | 1      |
| 2021/22 | Slavia Praga            | Czechy  | 1. česká fotbalová liga | 25    | 0      |

## Kariera reprezentacyjna
W reprezentacji Liberii Dorley zadebiutował 5 lipca 2015 roku w zremisowanym 1:1 meczu Mistrzostw Narodów Afryki 2016 z Gwineą, rozegranym w Monrovii.